# Mayday (singel)
Mayday – drugi singel polskiego zespołu muzycznego PRO8L3M z ich czwartego albumu studyjnego, zatytułowanego PROXL3M. Singel został wydany 26 października 2023.
Nagranie otrzymało w Polsce status platynowego singla, przekraczając liczbę 50 tysięcy sprzedanych kopii.

## Geneza utworu i historia wydania
Piosenka została napisana i skomponowana przez Oskara Tuszyńskiego i Piotra Szulca, którzy również odpowiadają za produkcję utworu.
Singel ukazał się w formacie digital download 26 października 2023 w Polsce za pośrednictwem wytwórni płytowej 2020 w dystrybucji Universal Music Polska. Piosenka została umieszczona na czwartym albumie studyjnym zespołu muzycznego – PROXL3M.

## Teledysk
Do utworu powstał teledysk, który udostępniono 27 października 2023 za pośrednictwem serwisu YouTube. Teledysk został wykonany z fragmentów filmu „Love Machines” w reżyserii Michała Materny.

## Lista utworów
- Digital download[2]

1. „Mayday” – 3:57

## Notowania

### Pozycje na listach sprzedaży
| Kraj   | Lista (2023)             | Najwyższa pozycja |
| ------ | ------------------------ | ----------------- |
| Polska | Billboard Poland Songs   | 5                 |
| Polska | OLiS – single w streamie | 6                 |

## Certyfikaty
| Kraj          | Certyfikat      | Sprzedaż |
| ------------- | --------------- | -------- |
| Polska (ZPAV) | platynowa płyta | 50 000+  |